# Ilona Krawczyńska
Ilona Krawczyńska (ur. 23 września 1992 w Trzemesznie) – polska modelka, prezenterka telewizyjna, blogerka i influencerka.

## Życiorys
Jest absolwentką dziennikarstwa ze specjalizacją public relations w Społecznej Wyższej Szkole Przedsiębiorczości i Zarządzania w Łodzi. W 2014 została Miss Ziemi Łódzkiej i Miss Fitness oraz zakwalifikowała się do finału Miss Polski. W 2015 zakwalifikowała się do międzynarodowego konkursu Miss Bikini Universe w Chinach. 
Wraz z siostrą Mileną prowadzi firmę „Fit and Jump” promującą fitness na trampolinach, a także bloga „Siostry ADiHD” oraz konta na portalach społecznościowych: Instagram (ok. 301tys. obserwujących w czerwcu 2023), Youtube, TikTok i Facebook. Od 2016 prowadziła z nią program 2w1 w 4fun.tv, a w kolejnych latach była prowadzącą imprez organizowanych przez Polsat, m.in. wyborów Miss Polski 2021, Sylwester Szczęścia i Festiwal Weselnych Przebojów w Mrągowie. W 2021 została współprowadzącą reality show Farma, a jesienią 2022 w parze z Robertem Rowińskim zwyciężyła w finale 13. edycji programu Dancing with the Stars. Taniec z gwiazdami.

## Programy telewizyjne
- 2016: 2w1 (4fun.tv) – prowadząca wraz z Mileną Krawczyńską[5]
- 2021: Miss Polski 2021(inne języki) (Polsat) – prowadząca wraz z Krzysztofem Ibiszem i Izabelą Janachowską[4]
- 2021: Sylwester Szczęścia (Polsat) – prowadząca wraz z Marceliną Zawadzką[4]
- 2022: Festiwal Weselnych przebojów w Mrągowie: Jubileusz 25-lecia Ich Troje (Polsat) – wraz z Mileną Krawczyńską[7]
- od 2022: Farma (Polsat) – wraz z Marceliną Zawadzką
- 2022: Dancing with the Stars. Taniec z gwiazdami (Polsat) – uczestniczka i zwyciężczyni 13. edycji[9],
- 2023: Miss Polski 2023 (Polsat)  – prowadząca wraz z Krzysztofem Ibiszem i Pauliną Sykut-Jeżyną[10].

## Nagrody
- #Hashtag Roku 2018 – nagroda specjalna od Miasta Łodzi przyznana w ramach festiwalu See Bloggers 2018 (wspólnie z siostrą jako Siostry ADiHD)[11],
- Influencer Roku 2021 przyznawana przez Ofeminin Influencer Awards (wspólnie z siostrą jako Siostry ADiHD)[8].